# Opere di Giovan Battista Moroni
Segue un elenco delle opere di Giovan Battista Moroni, in ordine cronologico.
Mina Gregori nel Pittori Bergamaschi del XIII e XIX secolo pubblicò un elenco di tutte le opere conosciute, dell'intensa attività del pittore albinese. L'artista ha realizzato 230 dipinti di cui solo due a soggetto mitologico, un centinaio di carattere sacro di cui ben 25 sono immagini di Madonna col Bambino e molti dei suoi lavori di ritrattistica.
Il primo testo che cita l'artista è di Achille Muzio nel suo Theatrum sex partibus distinctum pubblicato a Bergamo nel 1596, a seguire Carlo Ridolfi nel suo Le maraviglie dell'arte ovvero le vite degli illustri Pittori Veneti e dello Stato, sarà poi il Donato Calvi nel suo Le meravigliose pitture del palazzo Moroni pubblicato a Bergamo nel 1655.
- Madonna del latte e devoto 95,8x773,3 Brescia, chiesa di San Giovanni Evangelista;[4];
- Ritratto di Marco Antonio Savelli 1542-1543, primo ritratto dell'artista; Lisbona, Museo Calouste Gulbenkian;
- Madonna in trono con santi Giacomo e Giovanni, olio su tela cm 175x102, circa 1561-62, Milano, collezione privata;
- Annunciazione, olio su tela, 247×190, firmata e datata 1548, Trento, Castello del Buonconsiglio;
- Madonna in gloria e i santi Giovanni evangelista, Pietro, Paolo e un devoto, olio su tela centinata, 328×187, circa 1549, Orzivecchi, chiesa dei Santi Pietro e Paolo;
- Santa Chiara, olio su tela, 183x125 cm, 1548, Trento, Museo diocesano tridentino;
- Cristo risorto, olio su tavola, 46x21,5 cm, 1548, Bergamo, Museo Adriano Bernareggi;
- Ritratto di Isotta Brembati Grumelli, olio su tela, 55×47, circa 1549, Bergamo, Accademia Carrara;
- Il conte Alborghetti con il figlio, olio su tela, 98×83, circa 1550, Boston. Museum of Fine Art;[3].
- Ritratto di Alessandro Vittoria, olio su tela, 137x112, 1551-1552, Vienna, Kunsthistorisches Museum;
- Trento, chiesa di Santa Maria Maggiore (Trento), Madonna con Gesù Bambino in gloria, i quattro dottori della Chiesa e san Giovanni Evangelista, olio su tela, 305x164, 1551-1552, Trento, chiesa di Santa Maria Maggiore;
- Ritratto di Gian Federico Madruzzo, olio su tela, 202×117, 1551, Washington, National Gallery;
- Ritratto di Isotta Brembati, olio su tela, 160x115, 1552-1553, Bergamo Palazzo Moroni;
- Ritratto di Michel de L'Hōpital, olio su tela, 185×115, 1554, Milano, Pinacoteca Ambrosiana;
- San Gerolamo leggente, olio su tela, 81×103, circa 1555, Bergamo, Accademia Carrara;
- La Trinità, olio su tela, 176×122, circa 1555, Albino, chiesa di San Giuliano;
- Martirio di san Pietro da Verona, olio su tela centinata, 212×82, circa 1555, Milano, Castello Sforzesco;
- Ritratto della badessa Lucrezia Agliardi di Vertova, olio su tela, 90×67, datato 1557, New York, Metropolitan Museum;
- Assunzione di Maria, olio su tela, 245×154, circa 1557, Cenate Sopra, chiesa di San Leone;
- Ritratto di Battistino Moretti, olio su tela, 63×53, datato 1557, Bergamo, collezione privata;
- Ritratto di fra Michele da Brescia, olio su tela 63x53.5, datato 1557. Milano, collezione Mario Scaglia;
- Devoto in contemplazione del battesimo di Cristo, olio su tela, 104×113, firmato, circa 1558, Milano, collezione privata;
- Ultima Cena, olio su tela, 295×195, 1568 – 1569, Romano di Lombardia, chiesa prepositurale di Santa Maria Assunta e San Giacomo Maggiore;
- Martirio di san Pietro da Verona, 1560, 137x112, Milano, Castello Sforzesco;
- Ritratto di Lucia Albani Avogadro, olio su tela, 155×106,8 circa 1560, Londra, National Gallery;
- Ritratto del canonico Ludovico Terzi, olio su tela, 100×81, circa 1559, Londra, National Gallery
- Ritratto di don Gabriel de la Cueva y Giron, duca de Albuquerque, olio su tela, 112×84, firmato e datato 1560, Berlino, Staatliche Museen;
- Ritratto di gentiluomo o Il poeta sconosciuto, olio su tela, firmato e datato 1560, Brescia, Pinacoteca Tosio Martinengo;
- Ritratto di dottore o il magistrato, olio su tela, firmato e datato, Brescia, pinacoteca Tosio Martinengo;
- Cavaliere in rosa, olio su tela, 216×123, firmato e datato 1560, Bergamo, Palazzo Moroni, collezione privata;
- Ritratto di una donna anziana seduta, olio su tela, Bergamo Palazzo Moroni, proprietà privata;
- ritratto di Lodovido e Gian Federico Madruzzo 1562, Chicago, Art Institute of Chicago;
- Stendardo di san Cristoforo, olio su cuoio, 120×75, 1562, Pradalunga, chiesa dei Santi Cristoforo e Vincenzo;
- Ritratto di Giovanni Bressani, olio su tela, 114×81, firmato e datato 1562, Edimburgo, Narional Gallery of Scotland;
- Ritratto di Bartolomeo Bonghi, olio su tela, 101.6×81,9, 1561-2 circa, New York, Metropolitan Museum of Art;
- Resurrezione di Cristo, olio su tela 220x133, 1562, Sovere, chiesa di San Martino;
- Polittico di San Bernardo, olio su tela, firmato, circa 1565, Roncola, chiesa di San Bernardo;
- Polittico del Battesimo di Cristo, 205x91m anno 1562 circa, Ranica;
- Madonna in trono con Bambino e i santi Vittore e Fidenzio, 1562, chiesa di San Vittore Gaverina Terme;
- Ritratto del cavaliere Pietro Secco Suardo, olio su tela, 183×104, firmato e datato 1563, Firenze, Galleria degli Uffizi;
- Assunzione di Maria Vergine, olio su tela, 313x200, chiesa di San Giovanni Battista di Palazzago;
- Il vedovo, olio su tela, 97×74, Dublino, Nazional Gallery of Ireland;
- Il sarto, olio su tela, 99.5x77, 1565-70, Londra, National Gallery;
- Ritratto di Bonifacio Agliardi e di Angelica Agliaerdi de' Nicolinis, 98x81, 1564-1565, Chantilly, Musée Condè;
- Ritratto di Vercellino Olivazzi, olio su tela, 98x81, circa 1564-1565, Amsterdam, Rijksmuseum;
- Madonna col Bambino e santi Pietro, Paolo e Giovanni, firmato, circa 1565, Parre, chiesa di San Pietro;
- Battesimo di Cristo, 214x114, 1566, Bergamo Museo Adriano Bernareggi;
- Deposizione di Cristo, olio su tela, 215×185, firmato e datato 1566, proveniente dall'Ex monastero francescano di Santa Maria delle Grazie di Gandino, Bergamo, Accademia Carrara;
- San Nicola da Tolentino, olio su tela, 55×50, 1566 – 1570, Bergamo, Accademia Carrara;
- Ritratto di gentiluomo ventinovenne, olio su tela, 56×44, datato 1567, Bergamo Accademia Carrara;
- Cavaliere in nero, olio su tela, 190×102, circa 1567, Milano Museo Poldi Pezzoli;
- Sposalizio mistico di Santa Caterina, olio su tela, 228×148, Almenno San Bartolomeo, chiesa di San Bartolomeo;
- Ecce Homo olio su tela, 68x55, 1560 circa, Bergamo Museo Adriano Bernareggi;
- Ritratto di un dotto, noto anche come Ritratto d'uomo con libro, olio su tela, 71×56, Firenze, Galleria degli Uffizi;
- Ritratto di Gian Luigi Deradobati, olio su tela, 81×63 Firenze, Galleria degli Uffizi[5]
- Devoto in contemplazione del Crocifisso e dei Santi Giovanni Battista e Sebastiano, olio su tela, Bergamo, chiesa di Sant'Alessandro della Croce;
- Trinità che incorona la Vergine, olio su tela, Bergamo, chiesa di Sant'Alessandro della Croce;[6]
- Ritratto di Giovanni Girolamo Albani, olio su tela, 1568, Milano collezione privata;
- Ultima Cena, olio su tela, 295x195, 1568-1569, Romano di Lombardia, chiesa di Santa Maria Assunta e San Giacomo;
- Ritratto di Bartolomeo Colleoni, olio su tela, 1565-1569, Bergamo, Luogo Pio Colleoni;
- Ritratto di gentiluomo in nero, olio su tela, 58×50, circa 1570, attribuito, Memphis, Brooks Museum of Art;
- Crocifisso con i santi Bernardino e Antonio da Padova, olio su tela, 226×133, Albino, chiesa di San Giuliano;
- Cristo che porta la Croce, 182x115, 1575 circa, Albino, Santuario Madonna del Pianto;
- Trasfigurazione, olio su tela, 200×150, Comun Nuovo, chiesa del Santissimo Salvatore;
- Ritratto d'uomo, olio su tela, 104×83, Honolulu, Accademy of Art;
- Ritratto di magistrato, olio su tela, 41×37, circa 1570, Tucson, University of Arizona, Museum af Art;
- Ritratto d'uomo, olio su tela, 60×45, Detroit, Institute of Art;
- Ritratto d'uomo, olio su tela, 57×50, San Pietroburgo, Ermitage;;
- Ritratto d'uomo, olio su tela, 98×78, circa 1570, Ottawa, National Gallery of Canada;
- Ritratto di Bernardo Spini, olio su tela, 197×98, 1570, Bergamo Accademia Carrara;
- Ritratto di gentildonna, olio su tela, 59×50, circa 1570, Bergamo, Accademia Carrara;
- Ritratto di sacerdote, olio su tela, 87×70, 1570, Bergamo, Accademia Carrara;
- Donna seduta con libro, olio su tela, 98×80, circa 1570, Bergamo, Accademia Carrara;
- Ritratto di Pace Rivola Spini, olio su tela, 197×98, 1570, Bergamo, Accademia Carrara;
- Ritratto di bambina di casa Redetti, olio su tela, 43,3×33,2 1570-1573, Bergamo, Accademia Carrara;
- Ritratto di dama con ventaglio, olio su tele, 73,5×65, 1570, Amsterdam, Rijksmuseum;
- L'avvocato, olio su tela 81,3×64,8, 1570-1572, Londra, National Gallery;
- Ritratto di agricoltore, olio su tela, 56×48, circa 1574, Accademia Carrara;
- Ritratto di vecchio seduto, olio su tela 97,5 x 81,2 1575-1579, Bergamo, Accademia Carrara;
- Il maestro di scuola di Tiziano, olio su tela, 97×75, 1575, Washington, National Gallery;
- Polittico di San Giorgio, olio su tela, 1575, Fiorano al Serio, chiesa di San Giorgio;
- Bergamo, Accademia Carrara, Ritratto di Paolo Vidoni Cedrelli, olio su tela, 54×46, 1576, Bergamo, Accademia Carrara;
- Madonna col Bambino in gloria e i santi Caterina d'Alessandria e Girolamo, olio su tela, 270×175, firmato e datato 1576, Bergamo cattedrale;
- Assunzione di Maria e santi, olio su tela, 360×225, circa 1577, Milano, Pinacoteca di Brera;
- Giudizio Universale, olio su tela, 422×470, in collaborazione con Giovan Francesco Terzi, 1577 – 1580, Gorlago, chiesa di San Pancrazio;
- Don Leone Cucchi in contemplazione di san Martino e il povero, e la Madonna col Bambino in gloria 1578 circa chiesa di San Martino Cenate Sotto;
- Ritratto di donna, La Spezia, Museo civico Amedeo Lia;
- Vergine del Rosario col Bambino, stendardo, chiesa di San Giuliano, Albino;
- Madonna col Bambino e i santi Andrea e Pietro, olio su tela, 260x160, firmato e datato, 1577, Fino del Monte, chiesa di Sant'Andrea;